# Bec-en-faucille
Eutoxeres
Genre
Le genre Eutoxeres regroupe deux espèces d'oiseaux appartenant à la famille des Trochilidae. Bec-en-faucille est le nom français que la nomenclature aviaire en langue française (mise à jour) a donné à ce genre.

## Liste des espèces
D'après la classification de référence (version 2.2, 2009) du Congrès ornithologique international (ordre phylogénique) :
- Eutoxeres aquila (Bourcier, 1847) - Bec-en-faucille aigle
- Eutoxeres condamini (Bourcier, 1851) - Bec-en-faucille de La Condamine